# Canton d'Angers-Nord-Est
Le canton d'Angers-Nord-Est est une ancienne division administrative française située dans le département de Maine-et-Loire et la région Pays de la Loire.
Il disparait aux élections cantonales de mars 2015, réorganisées par le redécoupage cantonal de 2014.

## Composition
Le canton d'Angers-Nord-Est se compose d’une fraction de la commune d'Angers et de quatre autres communes. Il compte 33 694 habitants (population municipale) au 1er janvier 2012. Les quartiers d'Angers attachés à ce canton sont ceux de Montplaisir et Saint-Serge.
| Nom                     | Code Insee | Intercommunalité          | Population (dernière pop. légale)                |
| ----------------------- | ---------- | ------------------------- | ------------------------------------------------ |
| Angers (chef-lieu)      | 49007      | CU Angers Loire Métropole | Fraction : 20 104(2012) Commune : 151 056 (2014) |
| Écouflant               | 49129      | CU Angers Loire Métropole | 3 843 (2014)                                     |
| Pellouailles-les-Vignes | 49238      | CA Angers Loire Métropole | 2 500 (2013)                                     |
| Saint-Sylvain-d'Anjou   | 49323      | CA Angers Loire Métropole | 4 473 (2013)                                     |
| Villevêque              | 49377      | Angers Loire Métropole    | 2 869 (2014)                                     |

L'agglomération angevine se compose en 2014 de huit cantons : Angers-Centre, Angers-Est, Angers-Nord, Angers-Nord-Est, Angers-Nord-Ouest, Angers-Ouest, Angers-Sud et Angers-Trélazé.
L'ensemble de ces cantons comprend les communes d'Andard, Angers, Avrillé, Beaucouzé, Bouchemaine, Brain-sur-l'Authion, Cantenay-Épinard, Écouflant, La Meignanne, La Membrolle-sur-Longuenée, Montreuil-Juigné, Pellouailles-les-Vignes, Le Plessis-Grammoire, Le Plessis-Macé, Saint-Barthélemy-d'Anjou, Saint-Lambert-la-Potherie, Saint-Sylvain-d'Anjou, Sarrigné, Trélazé, Villevêque.

## Géographie
Situé dans le centre du département, ce canton est organisé autour d'Angers dans l'arrondissement d'Angers. Sa superficie, est de moins de 112 km2, et son altitude varie de 12 mètres (Écouflant) à 64 mètres (Angers).
| Nom de la commune       | Surface (ha) | Alt. mini (m) | Alt. maxi (m) |
| ----------------------- | ------------ | ------------- | ------------- |
| Angers                  | 4 270        | 12            | 64            |
| Écouflant               | 1 702        | 12            | 50            |
| Pellouailles-les-Vignes | 357          | 32            | 53            |
| Saint-Sylvain-d'Anjou   | 2 126        | 17            | 53            |
| Villevêque              | 2 803        | 14            | 51            |

## Histoire
Le canton d'Angers (chef-lieu) est créé en 1790. Initialement constitué en canton unique, il est éclaté en trois cantons en 1800 : Angers-Nord-Ouest (Angers-Ouest en 1964), Angers-Sud-Est (Angers-Sud en 1964) et Angers-Nord-Est. À sa création le canton d'Angers fut rattaché au district d'Angers, puis en 1800 à l'arrondissement d'Angers.
En 1964 se rajoute un canton, pour en former au total quatre : Angers-Ouest, Angers-Sud, Angers-Nord, et Angers-Est (Angers-2 en 1973).

Puis en 1973, le redécoupage forma sept cantons, numérotés de 1 à 7 : Angers-1, Angers-2, Angers-3, Angers-4, Angers-5, Angers-6 et Angers-7.
C'est en 1982 que s'opère le dernier découpage : Angers-1 (1985, Angers-Nord-Est), Angers-2 (1985, Angers-Est), Angers-3 (1985, Angers-Sud), Angers-4 (1985, Angers-Centre), Angers-5 (1985, Angers-Trélazé), Angers-6 (1985, Angers-Ouest), Angers-7 (1985, Angers-Nord), Angers-8 (1985, Angers-Nord-Ouest).
Le canton d'Angers-Nord-Est date de 1982 sous la dénomination d'« Angers I », avec une partie du territoire d'Angers, et la totalité des communes d'Écoulant, Pellouailles-les-Vignes, Saint-Sylvain-d'Anjou, Villevêque. Il prit le nom d'Angers-Nord-Est en 1985.
Dans le cadre de la réforme territoriale, un nouveau découpage territorial pour le département de Maine-et-Loire est défini par le décret du 26 février 2014. Le canton d'Angers-Nord-Est disparait aux élections cantonales de mars 2015.

## Administration
Le canton d'Angers-Nord-Est est la circonscription électorale servant à l'élection des conseillers généraux, membres du conseil général de Maine-et-Loire. Il est rattaché à la première circonscription de Maine-et-Loire.

### Conseillers généraux de 1833 à 2015
| Période | Période      | Identité                     | Étiquette    | Qualité |
| ------- | ------------ | ---------------------------- | ------------ | --- |
| 1833    | 1852         | Augustin Giraud              | Droite       | Propriétaire, maire d'Angers Représentant du peuple (1831-1837, 1849-1851)                                                                 |
| 1852    | 1863 (décès) | Camille Levesque-Desvarannes |              | Négociant, maire de Saint-Sylvain |
| 1863    | 1871         | René Montrieux               |              | Maire d'Angers (1859-1870) |
| 1871    | 1886         | Alexis Maillé                | Républicain  | Ancien ouvrier menuisier Député (1874-1877, 1878-1885), maire d'Angers (1871)                                                              |
| 1886    | 1898         | Anatole Leroy                | Républicain  | Pépiniériste, adjoint au Maire d'Angers |
| 1898    | 1902 (décès) | Albert Voisin (1859-1902)    |              | Maire de Saint-Sylvain |
| 1902    | 1904         | René Gauvin                  | Républicain  | Adjoint au maire d'Angers |
| 1904    | 1915 (décès) | Gaston Desêtres              | Républicain  | Avocat à Angers |
| 1915    | 1919         | siège vacant                 |              | |
| 1919    | 1934         | Edmond Boyer                 | RG           | Entrepreneur de travaux publics à Angers Député (1924-1928)                                                                                |
| 1934    | 1940         | François Caillard            | URD          | Membre de la Commission administrative du Maine-et-Loire (1940-1943) Nommé conseiller départemental en 1943                                |
|         |              |                              |              | |
| 1945    | 1951         | Auguste Allonneau            | SFIO         | Professeur Maire d'Angers (1945-1947) Député (1945-1951)                                                                                   |
| 1951    | 1958         | Maurice Pasquier             | CNI          | Principal Clerc de notaire Conseiller municipal d'Angers                                                                                   |
| 1958    | 1973         | Prosper David                | CNI          | Adjoint au maire d'Angers Elu en 1973 dans le Canton d'Angers-1                                                                            |
| 1973    | 1985         | cf. Canton d'Angers-1        |              | |
| 1985    | 1988         | Roselyne Bachelot            | RPR puis UMP | Docteure en pharmacie Députée (1988-2002) Ministre (2002-2004 et 2007-2010) Ancienne conseillère générale du Canton d'Angers-1 (1982-1985) |
| 1988    | 2015         | Claude Desblancs             | PS           | Maire d'Écouflant (1977-2001) |

### Conseillers d'arrondissement (de 1833 à 1940)
| Période                                  | Période      | Identité                      | Étiquette            | Qualité |
| ---------------------------------------- | ------------ | ----------------------------- | -------------------- | --- |
| 1833                                     | 1842         | Prosper Monden (de) Génevraye |                      | Ancien avocat - Procureur du Roi à Angers                                                                   |
|                                          |              |                               |                      | |
| 1907                                     | 1919         | M. Gaignard                   | RG                   | |
| 1919                                     | 1921 (décès) | Jean Libeau                   |                      | Négociant, adjoint au maire d'Angers                                                                        |
| 1921                                     | 1935 (décès) | Almire Benoist                | Républicain national | Propriétaire à Angers, Président du Conseil d'arrondissement                                                |
| 1935                                     | 1940         | Henri Brunetière              | Républicain national | Médecin à Angers                                                                                            |
| 1940                                     |              |                               |                      | Les conseils d'arrondissement ont été suspendus par la loi du 12 octobre 1940 et n'ont jamais été réactivés |
| Les données manquantes sont à compléter. |              |                               |                      | |

## Démographie

### Évolution démographique
| 1990   | 1999   | 2006   | 2011   | 2012   |
| ------ | ------ | ------ | ------ | ------ |
| 28 665 | 31 829 | 32 891 | 33 596 | 33 694 |

### Âge de la population
En 2009, le canton d'Angers-Nord-Est comptait 32 719 habitants.
La pyramide des âges, à savoir la répartition par sexe et âge de la population, du canton d'Angers-Nord-Est en 2009 ainsi que, comparativement, celle du département de Maine-et-Loire la même année sont représentées avec les graphiques ci-dessous.
La population du canton comporte 49,2 % d'hommes et 50,8 % de femmes. Elle présente en 2009 une structure par grands groupes d'âge légèrement plus jeune que celle de la France métropolitaine. 
Il existe en effet 139 jeunes de moins de 20 ans pour cent personnes de plus de 60 ans, alors que pour la France l'indice de jeunesse, qui est égal à la division de la part des moins de 20 ans par la part des plus de 60 ans, est de 1,06. L'indice de jeunesse du canton est également supérieur à celui  du département (1,18) et à celui de la région (1,1).
| Hommes | Classe d’âge | Femmes |
| ------ | ------------ | ------ |
| 0,3    | 90 ans ou +  | 1,0    |
| 5,2    | 75 à 89 ans  | 6,5    |
| 13,7   | 60 à 74 ans  | 14,6   |
| 22,3   | 45 à 59 ans  | 22,0   |
| 19,7   | 30 à 44 ans  | 20,4   |
| 18,2   | 15 à 29 ans  | 16,1   |
| 20,7   | 0 à 14 ans   | 19,5   |

| Hommes | Classe d’âge | Femmes |
| ------ | ------------ | ------ |
| 0,4    | 90 ans ou +  | 1,2    |
| 6,5    | 75 à 89 ans  | 9,6    |
| 12,4   | 60 à 74 ans  | 13,4   |
| 19,9   | 45 à 59 ans  | 19,3   |
| 20,1   | 30 à 44 ans  | 19,0   |
| 19,9   | 15 à 29 ans  | 18,8   |
| 20,8   | 0 à 14 ans   | 18,7   |